# 未分类语言
未分類語言（英語：Unclassified language）是指與其他語言的譜系關係尚未確定的語言。語言可能因多種原因而無法分類，主要是由於缺乏可靠的數據（多是美洲、非洲、澳大利亞的一些原住民語言），但有時則是由於語言接觸的混雜影響，使其詞彙或詞法的不同層面指向不同的方向，並且不清楚哪個方向代表語言的祖先形式。一些鮮為人知的滅絕語言，例如古田語和卡坎語，根本無法分類，而且這種情況不太可能改變。
所謂的未分類語言也可能根本不是一種語言，甚至不是一種獨特的方言，而只是一個家族、部落或村莊的名稱，或是分類的民族或語言的替代名稱。
如果一種語言的親緣關係在對該語言進行大量記錄並與其他語言和語系進行比較後依然未能確定其分類，例如歐洲巴斯克語的情況，那麼它就會被視為孤立語言，也就是說，它被歸類為自成一派的語系。因此，一旦獲得更好的數據或更深入的比較研究，「非分類」語言仍然可能屬於一個既定的語系。因此，幾乎沒有保存任何證據且已滅絕的未分類語言可能會無限期地處於懸而未決的分類狀態，除非能發現與該語言相關的丟失文件或倖存的母語人群。

## 例子
世界上有數百種未分類的語言，其中大多數已經滅絕，但也有一些（儘管相對較少）仍在使用；在下面的例子中，已滅絕的語言以「†」 標記。

### 缺乏資料
此類語言無法分類，因為雖然可能存在某種語言的記錄，但其中可能沒有足夠的材料來分析和分類，特別是對於現已滅絕的語言。 
- 哨兵島語（安達曼群島，今 印度）－一種未曾接觸過的民族的一種活生生的假定語言
- 韋托語（英语：Weyto language）†（今 衣索比亞）
- 南語†（漢藏邊界，推測位於今 中國青海）—資料仍未破解
- 哈拉帕語† (印度河流域文明 西元前33-13世紀，今 印度)[note 1]
- 塞浦路斯-米諾斯文字（英语：Cypro-Minoan syllabary）†（公元前 15 世紀至公元前 10 世紀，今 賽普勒斯）- 仍未破譯
- 魯魯比語（英语：Lullubi）†（今 伊朗）
- 漢巴語†（今 坦桑尼亚）[note 2]
- Guale語（英语：Guale language）† 和 Yamasee語（英语：Yamasee language）†（今 美国）
- 希馬里瑪語（英语：Himarimã language）（今 巴西）- 未接觸民族的一種活生生的假定語言
- 納加爾查爾語言（英语：Nagarchal language）†（今 印度）– 假定為德拉威語

### 資料稀缺
此類語言亦被認為無法分類，因為資料量可能不足以揭示那些語言的近親（如果有的話）。對於這些語言來說，可能有足夠的數據來表明該語言屬於某個特定的語系，但無法表明該語言屬於該語系中的哪個部分，或者表明該語言沒有近親，但不足以得出其是一種孤立語言的結論。
- Solano語（英语：Solano language）† （今 墨西哥）
- Cacán語（英语：Cacán language）† （今 阿根廷）
- Kujargé語（英语：Kujargé language） （今 ）
- Bung語（英语：Bung language） （今 喀麦隆）
- Luo語（英语：Luo language） （今 喀麦隆）
- Mawa語（英语：Mawa language）† （今 奈及利亞）
- Komta語（英语：Komta language）† （今 奈及利亞）
- Wawu語（英语：Wawu language）† （今 或 ）
- Okwa語†? （今西非）
- Dima-Bottego語（英语：Dima-Bottego language）† （今 衣索比亞）
- Philistine語（英语：Philistine language）† （今 巴勒斯坦）
- Iberian語（英语：Iberian language）† （今 西班牙、南 法國）
- Minoan語（英语：Minoan language）† （今 希腊克里特島）
- Eteocretan語（英语：Eteocretan language）† （今 希腊克里特島）
- 哈梯語† （今 土耳其安那托利亞）
- Kaskian語（英语：Kaskian language）† （今 土耳其安那托利亞）
- Kassite語（英语：Kassite language）† （今 伊拉克）
- Gutian語（英语：Gutian language）† （今札格羅斯山脈）
- 匈人語† （今東歐、中亞）
- 匈奴語† （今 蒙古国）
- 拓跋語† （今 中國）
- 柔然語† （今 蒙古国）
- Beothuk語（英语：Beothuk language）† （今 纽芬兰自治领）
- Meroitic語（英语：Meroitic language）† （今 苏丹）

### 與鄰近語言無關且不常被調查
- Bangime語（英语：Bangime language） （今 ）
- Jalaa語（英语：Jalaa language）† （今 奈及利亞）
- Kwaza語（英语：Kwaza language） （今 巴西）
- Mpre語（英语：Mpre language）† （今 ）

### 基本詞彙與其他語言無關
- Bayot語（英语：Bayot language） （今 塞内加尔）
- Laal語（英语：Laal language） （今 ）

### 與其他語言關係不密切，且無學術共識
- Ongota語（英语：Ongota） （今 衣索比亞）
- Shabo語（英语：Shabo） （今 衣索比亞）
- Omaio語（英语：Omaio） （今 坦桑尼亚）

### 存疑語言
- Oropom語（英语：Oropom language） （今 乌干达） （已滅絕）
- Imeraguen語（英语：Imeraguen language） （今 毛里塔尼亚）
- Nemadi方言（英语：Nemadi dialect） （今 毛里塔尼亚）
- Rer Bare語（英语：Rer Bare） （今 衣索比亞） （已滅絕）
- Wutana語（英语：Wutana language） （今 奈及利亞） （已滅絕）
- Trojan語（英语：Trojan language） （今 土耳其安那托利亞）（目前尚未證實，可能是盧維語方言）

## 外部連結
- 维基共享资源上的相關多媒體資源：未分类语言
- Ethnologue: 未分類語言 （页面存档备份，存于）